# Castigos de Sancho IV
Los Castigos de Sancho IV, también conocida incorrectamente como Castigos e documentos del rey don Sancho IV, es una obra en prosa en lengua castellana de finales del siglo XIII. Pertenece al género de los specula principis (espejo de príncipes), tratados que pretendían enseñar o adoctrinar a los príncipes mediante el procedimiento del padre que enseña al hijo, estableciendo simultáneamente las bases de lo que debería ser un estado cristiano. Se trata, pues, de un ejemplo de literatura didáctica y moralizadora, típica del siglo XIII. El término 'castigo' significaba, en su acepción medieval, "ejemplo, advertencia, enseñanza". Aún conserva este valor en la última acepción del Diccionario de la Academia.
La obra se compone de una serie de sermones y apólogos entresacados de diversas fuentes sagradas y profanas, elegidos con la intención prescriptiva antes indicada. Durante la historia de nuestra literatura se ha confundido en repetidas ocasiones con otra obra de corte didáctico-moral, los Castigos y dotrinas que un sabio dava a sus hijas, texto anónimo y todavía poco estudiado.
El texto está recogido en dos versiones que tienen extensión diferente y que fueron compuestas también en distintas fechas: la primera en 1292-1293 y la segunda a partir de 1345. La tradición manuscrita es larga y complicada, llena de reelaboraciones y refundiciones.
Hay, en primer lugar, una versión breve, transmitida por tres manuscritos, que está estructurada en cincuenta capítulos; denota influencias orientales y occidentales, y es atribuible a un colectivo supervisado directamente por Sancho IV. 
En segundo lugar, existe una versión extensa transmitida por un manuscrito que contiene un total de 90 capítulos. Presenta numerosos ejemplos de la antigüedad y la huella franciscana es perceptible.
De la obra se han hecho dos ediciones modernas: una a cargo de Pascual de Gayangos (1860) y otra debida a Agapito Rey (1952); la de Gayangos se basa en dos manuscritos y está contaminada con los comentarios de fray Juan García de Castrojeriz al Regimiento de príncipes de Egidio Romano (véase Glosa castellana al Regimiento de príncipes); Agapito Rey empeló solo las copias completas.
. En el año 2000 se publicó una edición crítica de la obra a cargo de Hernán Sánchez Martínez de Pinillos, fruto de su tesis doctoral.